# دنحا الأول مفريان المشرق
دنحا الأول (السريانية: ܕܢܚܐ ܩܕܡܝܐ ܡܦܪܝܢܐ ܕܬܓܪܝܬ ܕܢܚܐ ܩܕܡܝܐ) كان المطران السرياني الأرثوذكسي الكبير للشرق من عام 649 حتى وفاته في عام 659. تحتفل به الكنيسة السريانية الأرثوذكسية قديسًا في استشهاد الربان صليبا [الإنجليزية]، ويوم عيده هو 2 تشرين الأول.

## السيرة
أصبح دنحا راهبًا في دير القديس ماثيو بالقرب من الموصل ودرس على يد ماروثا التكريتي، الذي ارتقى لاحقًا إلى منصب المطران الأعظم للشرق، وهو أعلى رتبة من بين الأساقفة الميافيزيين في الإمبراطورية الساسانية السابقة. بعد وفاة ماروثا في 2 أيار 649 ( حسب التقويم السلوقي: 960)، اُختير دنحا لخلافته، وبالتالي تم إحضاره أمام البطريرك ثيودور ورُسم رئيس أساقفة تكريت والمتروبوليت الكبير للشرق. وقد ادعى المستشرق الفرنسي روبنز دوفال [الإنجليزية] سابقًا أن دنحا كان أول مطران ميافيزي كبير في الشرق يحمل لقب مافريان، ومع ذلك، فمن المرجح أن اللقب لم يكن قيد الاستخدام حتى ق. 1100. وظل في منصبه حتى وفاته في 3 تشرين الثاني 659 (حسب التقويم السلوقي: 970) ودُفن مع ماروتا في الكاتدرائية بقلعة تكريت.

## الأعمال
كتب دنحا سيرة ذاتية لماروثا (النسخة البريطانية رقم 14645)، والتي ترجمها فيما بعد عالم الدراسات السرياني الفرنسي فرانسوا ناو [الإنجليزية].

## فهرس
- Barsoum، Aphrem (2003). The Scattered Pearls: A History of Syriac Literature and Sciences. ترجمة: Matti Moosa (ط. 2nd). Gorgias Press. اطلع عليه بتاريخ 2020-07-14.
- Duval، Rubens (2013). Syriac Literature. ترجمة: Olivier Holmey. Gorgias Press.
- Fiey، Jean Maurice (2004). Lawrence Conrad (المحرر). Saints Syriaques. The Darwin Press.
- Mazzola، Marianna، المحرر (2018). Bar 'Ebroyo's Ecclesiastical History : writing Church History in the 13th century Middle East. PSL Research University. مؤرشف من الأصل في 2022-05-20. اطلع عليه بتاريخ 2020-05-31.
- Nicholson، Oliver، المحرر (2018). The Oxford Dictionary of Late Antiquity. Oxford University Press.
- Wilmshurst، David (2019). "West Syrian patriarchs and maphrians". في Daniel King (المحرر). The Syriac World. Routledge. ص. 806–813.